# Paon bleu
Pavo cristatus
Pour un article plus général, voir Paon.
 (mai 2013).
Espèce
Statut de conservation UICN

 LC  : Préoccupation mineure
Statut CITES
Le paon bleu (Pavo cristatus) est une espèce d'oiseaux galliformes de la famille des Phasianidés.
Son cri strident et la longue queue au plumage ocellé qui permet au mâle de « faire la roue », de même que les nuances métalliques — bleu paon — arborées par celui-ci, expliquent la notoriété de cet oiseau de grande taille. L'espèce est originaire des forêts d'Asie, plus principalement d'Inde, du Pakistan, du Bangladesh et du Sri Lanka, mais on l'élève un peu partout dans le monde comme animal domestique depuis l'Antiquité. Comme la plupart des Phasianidés, le dimorphisme sexuel est important et par ailleurs plusieurs variétés colorées ont été obtenues en plus du bleu d'origine dont les plus courantes sont : blanc, nigripenne et arlequin. Le paon bleu est traditionnellement utilisé comme ornement des grands parcs ou comme volaille comestible, et ses plumes ornent les chapeaux ou les bouquets. Dans la culture populaire c'est un symbole religieux et un thème récurrent des beaux arts.

## Dénomination
Linné (1758) l’avait nommé Pavo cristatus. Le nom spécifique cristatus provient aussi du latin et veut dire « crêté, qui porte une crête » et fait référence à la huppe que le mâle et la femelle portent sur la tête, disposée en éventail.

## Caractéristiques
Le mâle est facilement reconnaissable à son plumage, sa huppe et sa traîne. Il mesure 90 à 110 cm sans sa queue, atteignant 195 à 225 cm de longueur totale avec sa queue. La femelle est plus petite et mesure autour de 86 cm. Elle n'a pas de traîne et son plumage est moins éclatant.

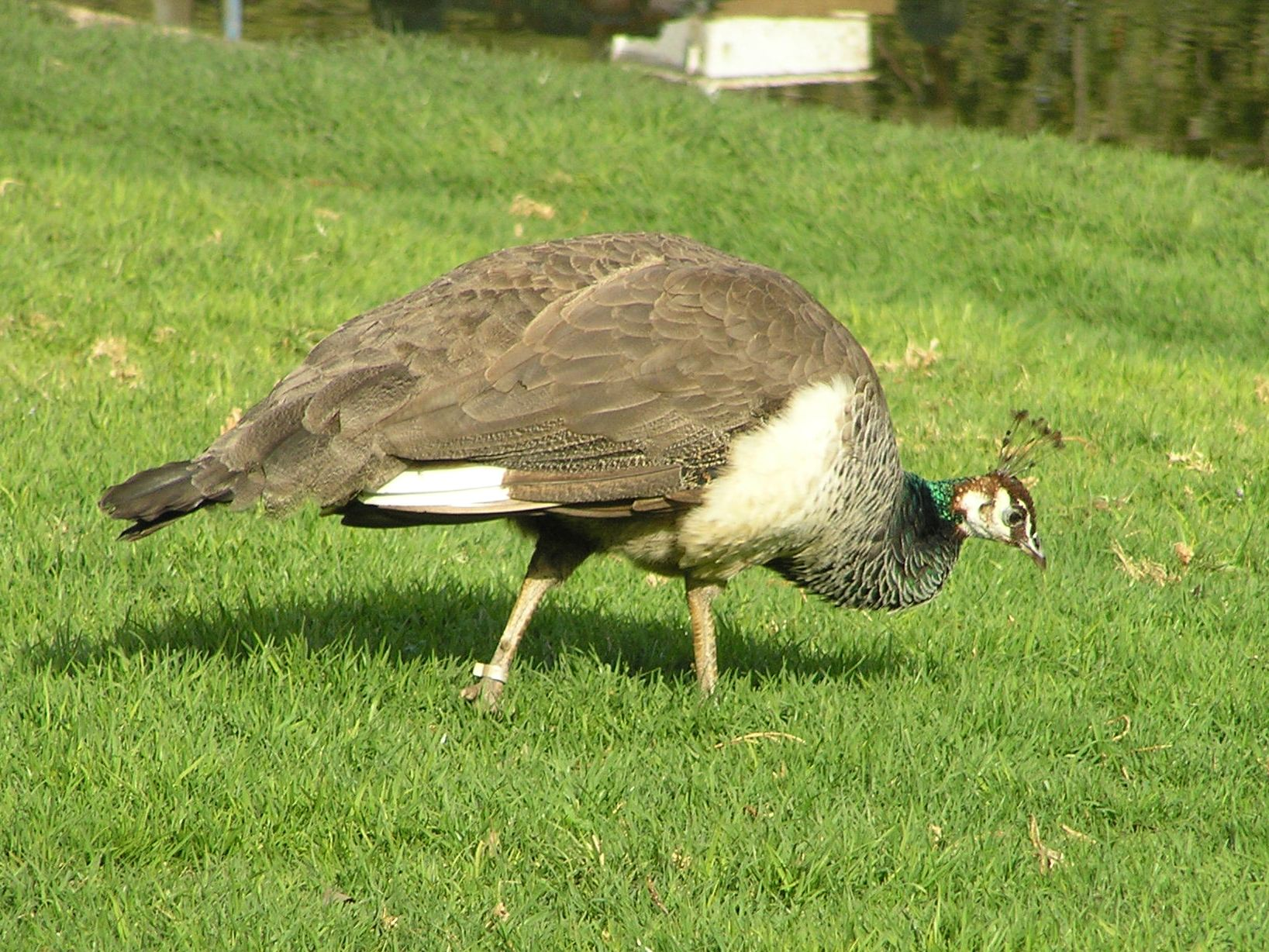
Femelle.
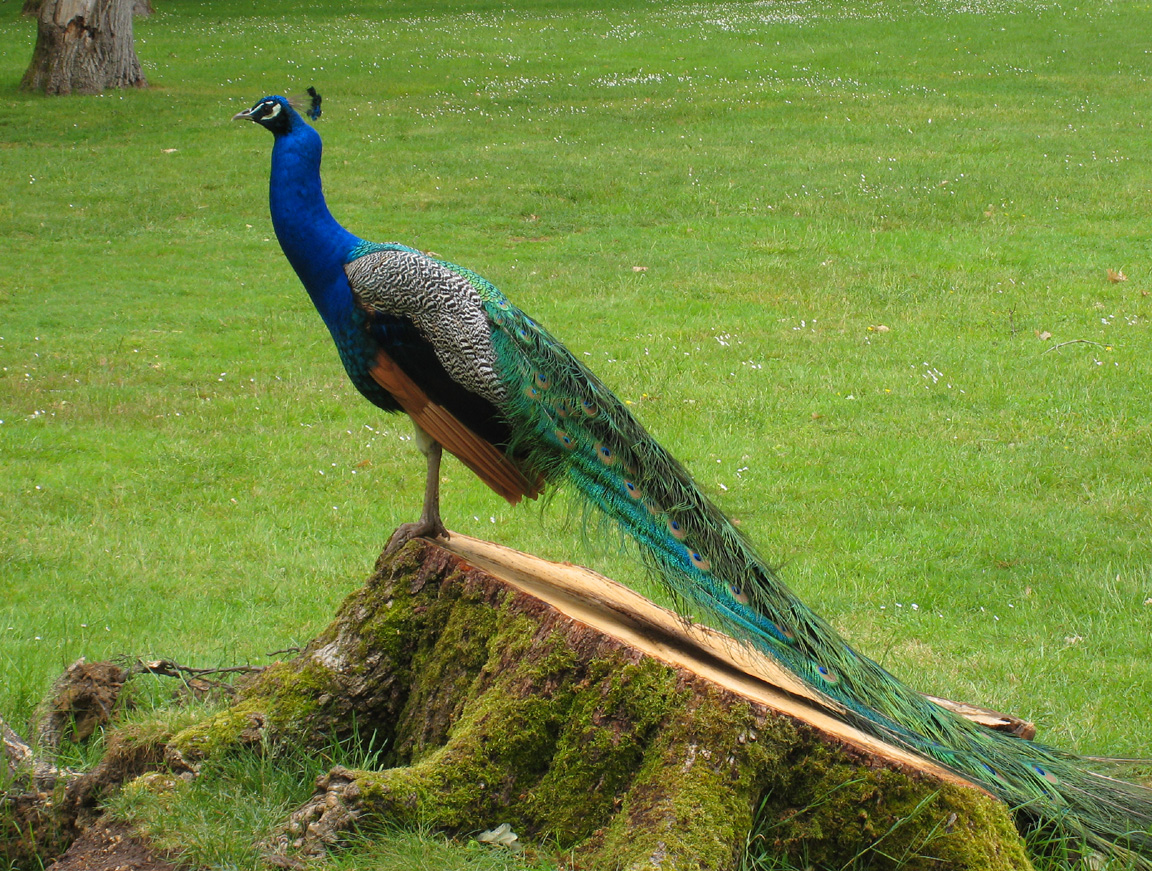
Mâle.
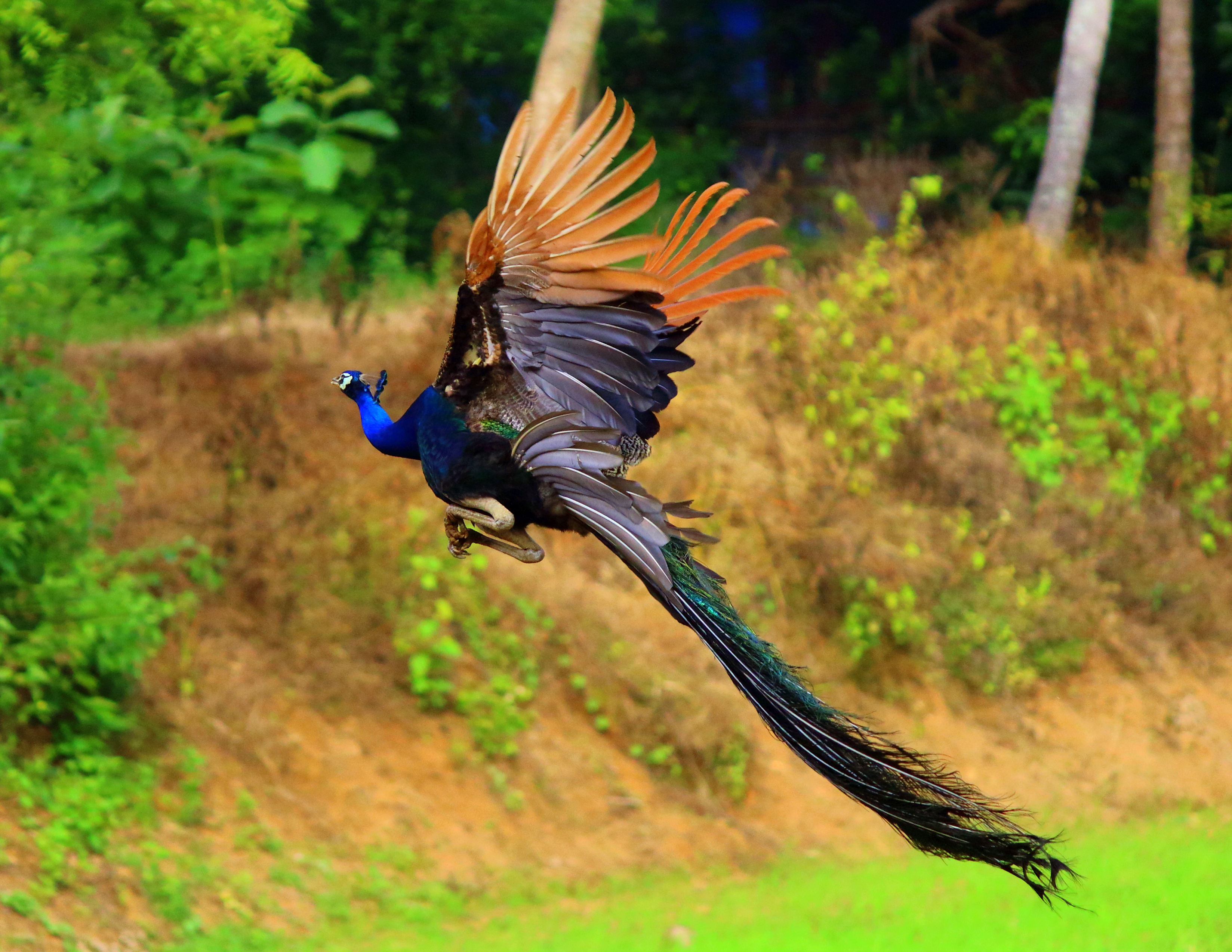
Mâle en vol.
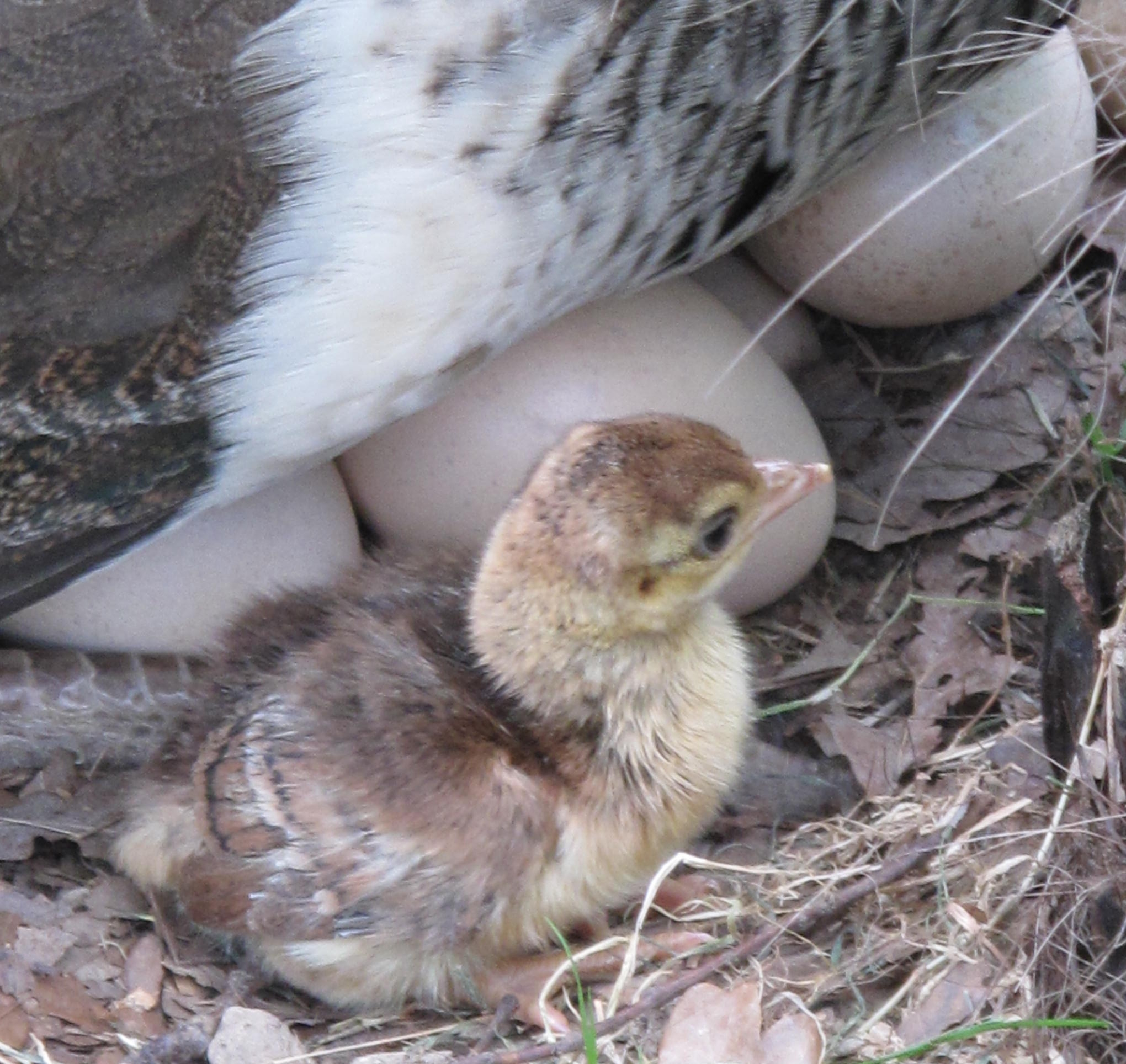
Poussin et œufs.
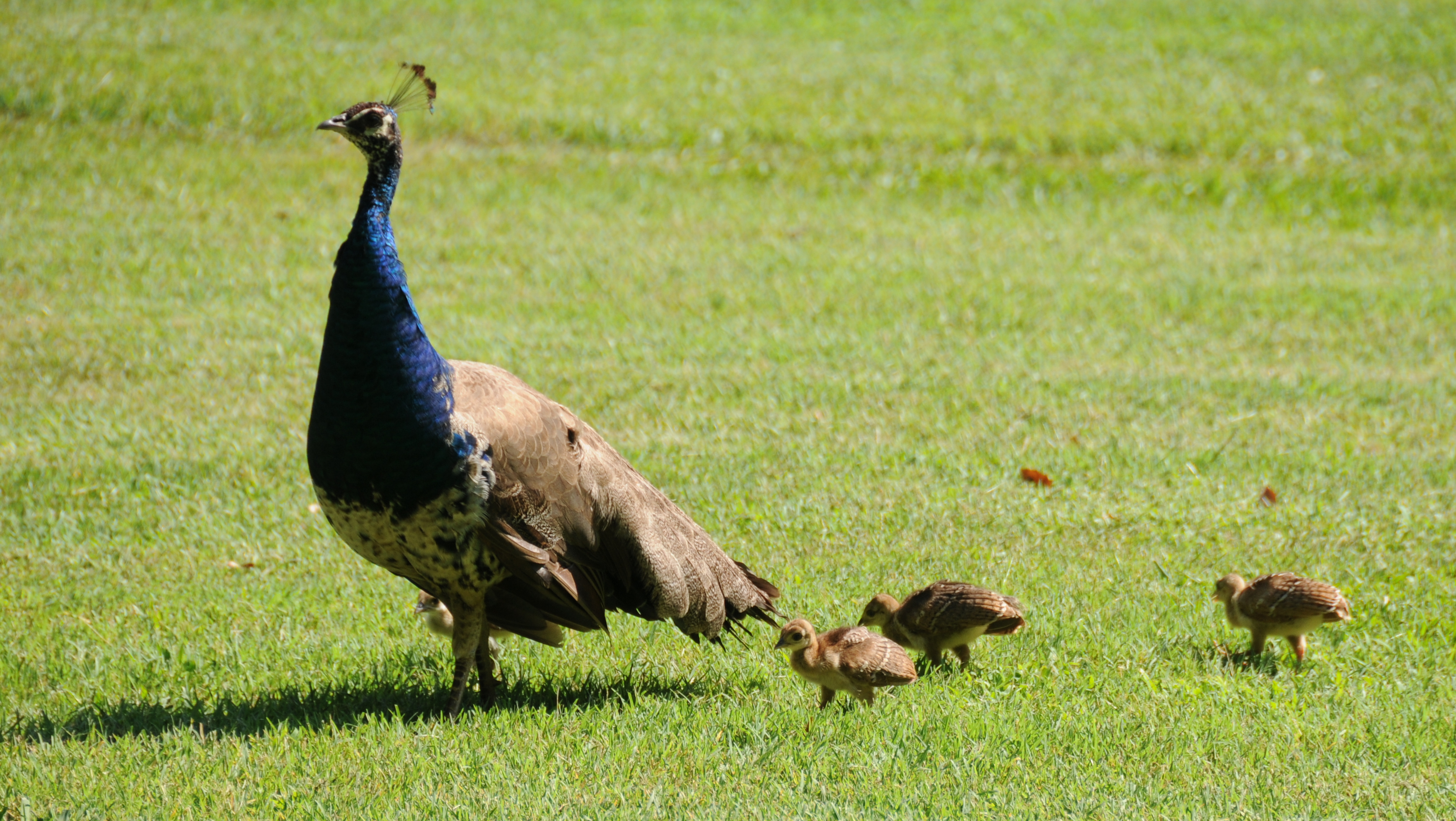
Une paonne et ses petits.
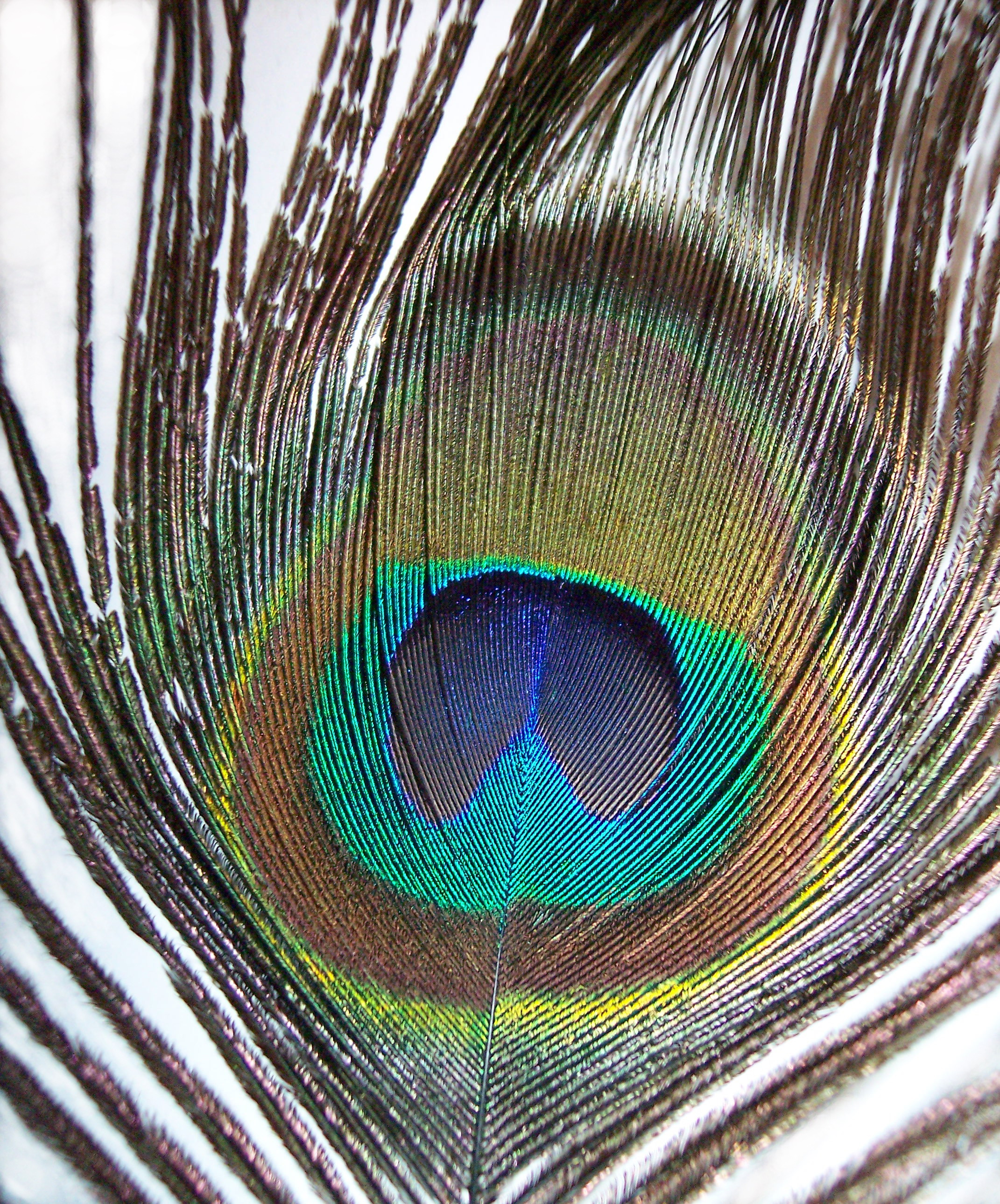
Détail d'une plume ocellée.
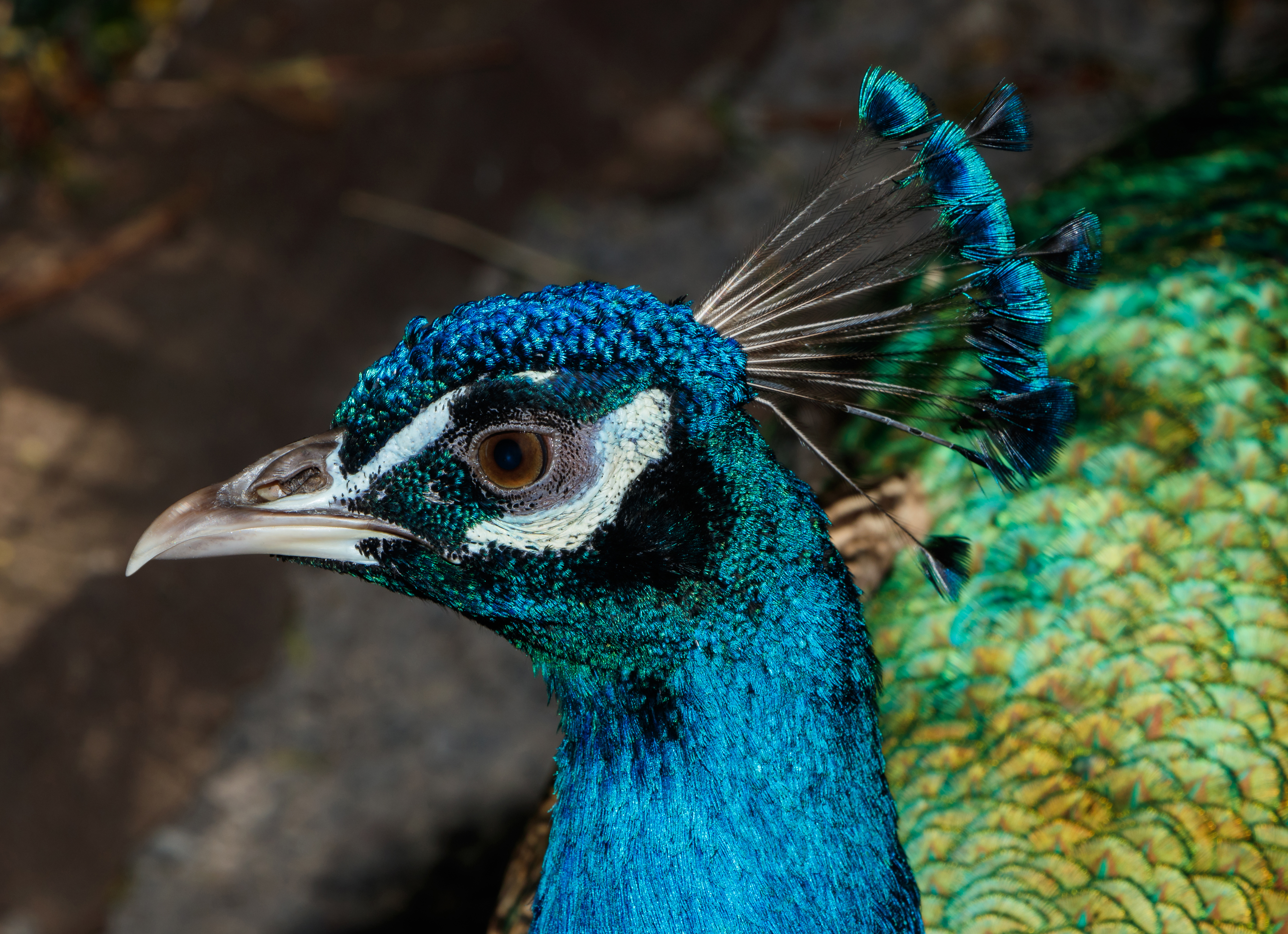
Un paon bleu de profil à La Palma (îles Canaries).
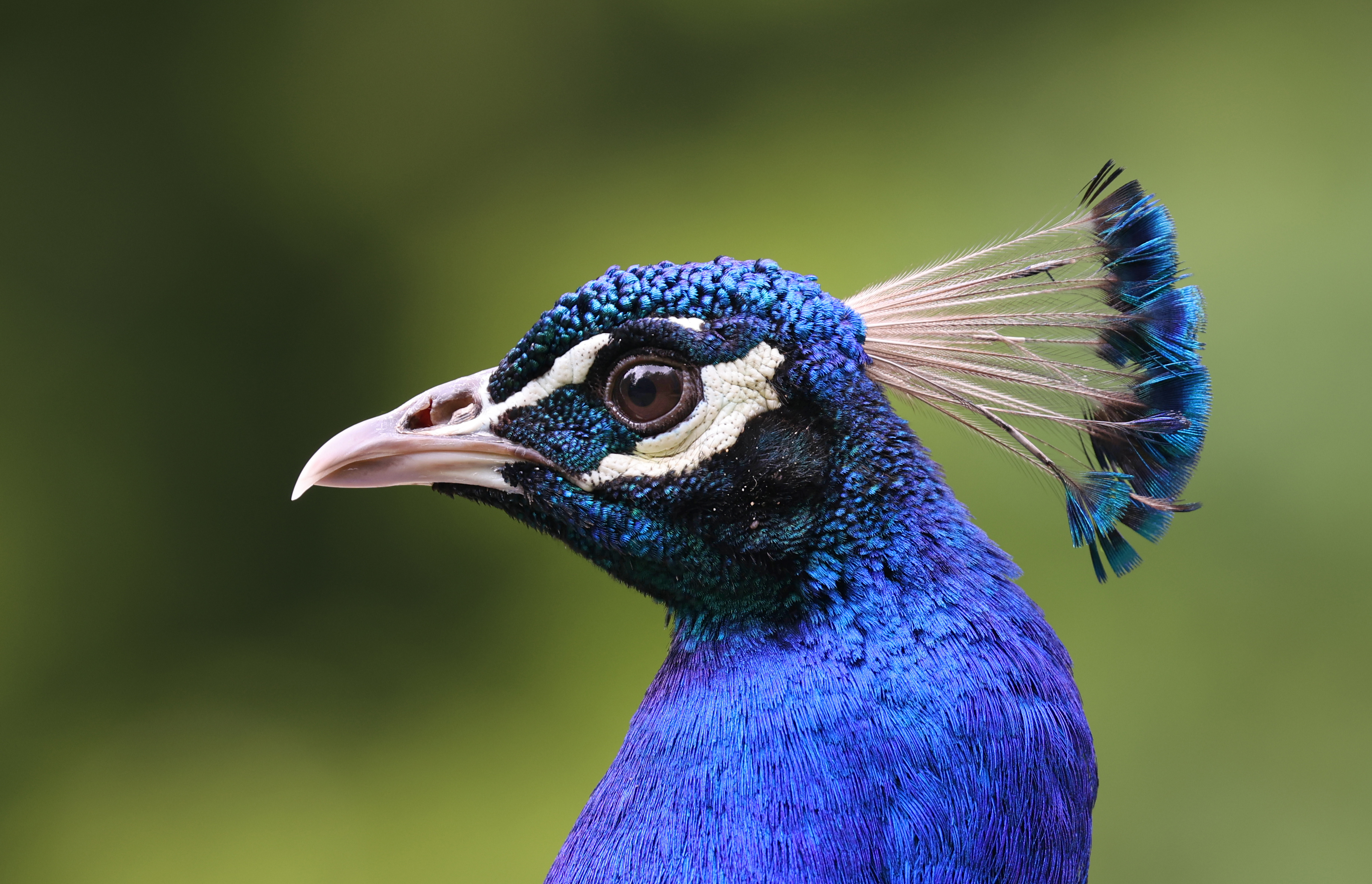
Portrait d'un paon bleu dans le domaine zoologique de Pescheray.

La tête, le cou et la poitrine du plumage du mâle sont bleu-vert et violet avec des reflets métalliques. Autour des yeux se trouve une tache dénudée, et une crête de plumes, munies de barbes uniquement à leur extrémité, orne la couronne. Le bec, d'assez grande taille, est brun clair comme l'iris. Les plumes du dos sont vert doré avec des bordures couleur bronze, les couvertures alaires tertiaires blanches avec de fines rayures noires, les couvertures alaires primaires et secondaires d'un bleu-vert métallique et les rémiges et rectrices brunes. Les plumes sus-caudales au nombre de 100 à 150 en moyenne sont beaucoup plus longues que les rectrices et forment la traîne du paon. Ces plumes dites en « terminaison en queue de poisson » peuvent atteindre jusqu'à 1,5 mètre de longueur - elles grandissent jusqu'à la sixième année - mais en principe ne dépassent pas un mètre. Elles possèdent de longues barbes vert métallique avec des reflets bleus et de couleur bronze, formant, près de leur extrémité, une tache évoquant un œil et connue sous le nom d'ocelle (ocelles disposés à l'intersection de deux familles de spirales), dont le centre d'un bleu vif est entouré d'anneaux concentriques brun, jaune d'or et violet.
En ce qui concerne les reflets métalliques bleus et verts, il s'agit d'un effet d'optique dû à la diffusion de la lumière. Les plumes sont constituées d'un réseau de barbules, lui-même organisé en lamelles. Ce réseau de microstructures diffracte la lumière (la dévie en fonction de la longueur d’onde). La répétition du motif entraîne des interférences au niveau des ondes lumineuses ce qui, ajouté à la pigmentation par la kératine, produit les couleurs observées. La diffraction et les interférences résultant des microstructures périodiques sont à l'origine des variations de couleurs selon l’angle d’observation. Les couleurs disparaissent lorsqu'on observe les plumes à l'envers et par transparence.

## Répartition et habitat
Le Paon bleu vit au Pakistan à l’est du fleuve Indus, en Inde, au Sri Lanka et au Bangladesh d’où il a peut-être maintenant disparu. De petites populations introduites existent aux États-Unis (sud-est de la Californie), aux îles Hawaï (Maui, Niihau, Oahu, Hawaï), aux Bahamas (Little Exuma), en Afrique du Sud (Robben Island), en Nouvelle-Zélande (île du Nord) et en Australie (îles du détroit de Bass).
Dans son milieu naturel, de manière générale, le paon bleu est inféodé aux forêts caduques ouvertes, sèches ou humides et à proximité des cours d’eau.

## Alimentation
L’ensemble des données montre que le régime alimentaire est omnivore. Il se compose de grains (sauvages et cultivés), de graines d’herbes, de particules d’herbes tendres, de feuilles, de pétales de fleurs avec une préférence pour les baies et les drupes de Carissa, Lantana, Zizyphus et les figues sauvages (Ficus). Les champs cultivés, en jachère ou en friche sont aussi visités. La nourriture animale comporte toutes sortes d’insectes et de leurs larves, des petits lézards, des grenouilles, des micro-mammifères et même des serpents.

## Comportement

### Comportement non social

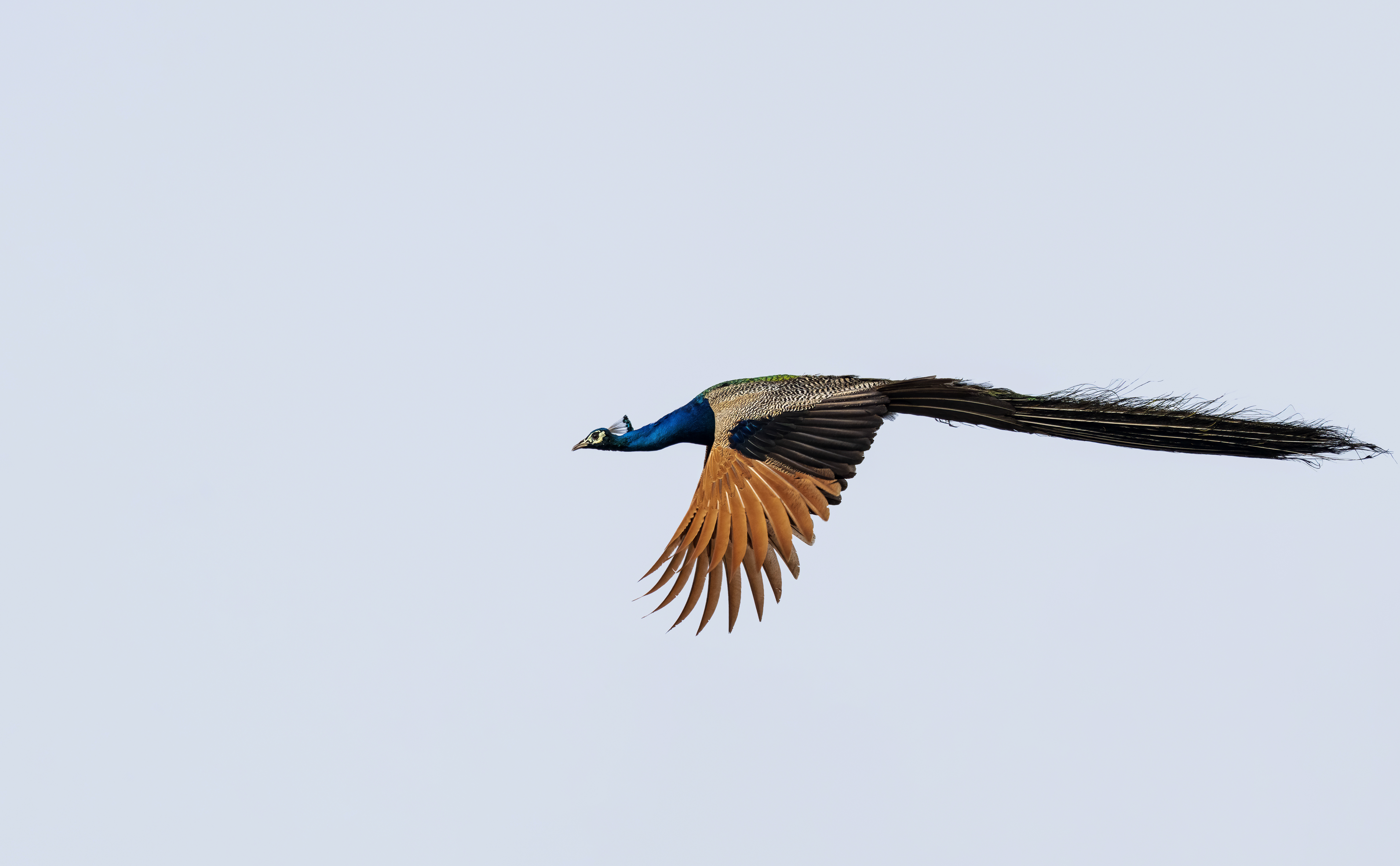
Un paon bleu en vol

Comme la majorité des Phasianidés et malgré sa taille imposante, le paon peut voler, mais c'est de préférence un animal terrestre qui marche, grimpe et court plutôt que de prendre son vol. Les femelles et les jeunes sont prompts à l’envol, parcourant la forêt d’un bout à l’autre, alors que les mâles volent beaucoup moins.
Le paon bleu est le plus actif entre 9 h et 11 h et entre 17 h et 18 h quand la lumière est suffisante, et la chaleur pas trop forte. Le paon est un animal diurne. Il est vulnérable à l'éclairage artificiel nocturne, comme l'a montrée une étude de 2015. En situation de pollution lumineuse, la vigilance nocturne des paonnes est significativement augmentée et ces oiseaux passent alors moins de temps à dormir, probablement au détriment de leur santé, mais quand on leur donne le choix, ils choisissent néanmoins de se percher à l'ombre plutôt qu'à la lumière.

### Comportement social
La plupart des auteurs ont décrit le mâle comme vivant en polygamie avec un harem de plusieurs femelles. Pourtant Sharma (1972) ne fait pas mention de cette organisation sociale et l'observation de paons en liberté montre que chaque mâle défend de petits territoires que visitent les femelles qui elles vivent en petits groupes. Rands et al. (1984) ont signalé ce même comportement chez des paons en semi-liberté en Grande-Bretagne.
Fait exceptionnel chez les oiseaux, les mâles et parfois les femelles présentent un comportement assimilable à un jeu en se poursuivant autour d'un buisson ou autres objets apparemment sans but spécifique et hors des périodes de reproduction.[réf. nécessaire]

#### La roue

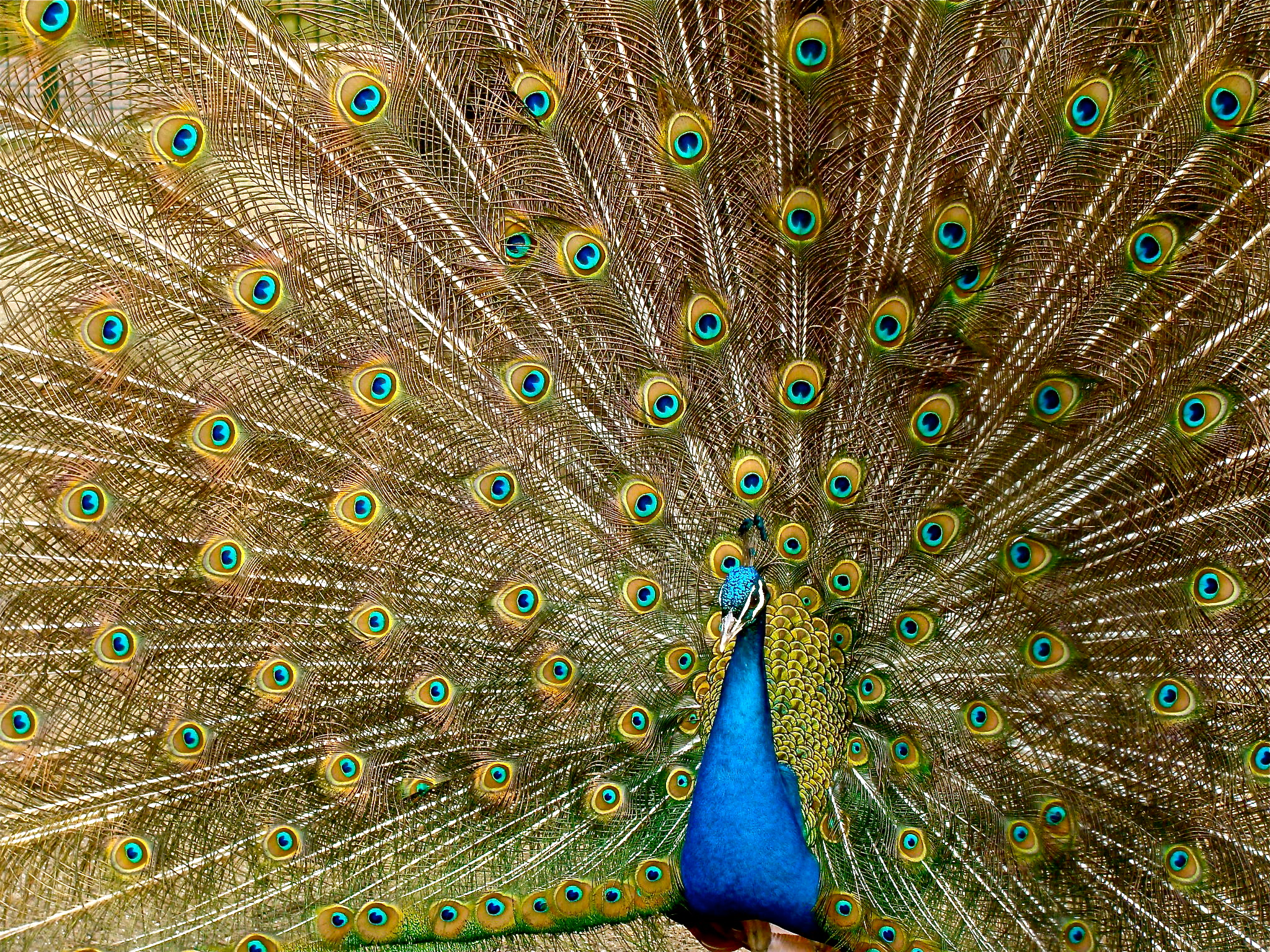
Un paon faisant la roue.

Pour séduire les femelles, les plumes très longues du dos forment une traîne que le mâle déploie en éventail lors de la parade nuptiale.
Pour des prétendants dont la roue présente 140 à 170 ocelles, le succès de la parade ne dépend pas de ce nombre d'ocelles ni de la longueur des plumes, leur séduction diminuant lorsqu'ils en ont moins de 140 : application de la loi de Weber ou bien les femelles sont-elles sensibles à une combinaison de couleurs et de motifs?
Selon l'ornithologue israélien Amotz Zahavi, il s'agit d'une illustration de la théorie du handicap. Les mâles qui ont les meilleures capacités biologiques signalent cet état de fait de façon ostentatoire en affichant qu'ils peuvent même se permettre un encombrement et un surpoids au vol et à la course, alors que cela semble a priori réduire les chances de survie de l'individu.
De son côté, Ronald Aylmer Fisher fait de la traîne du mâle un exemple classique d'emballement fisherien : son développement ne donne aucun avantage à part celui d'attirer les paonnes.
Les mâles sont souvent observés aussi faisant la roue alors qu'ils sont seuls, sans femelle, ni rival à proximité. La paonne a des plumes plus ternes que le mâle, comme c'est le cas pour de nombreuses espèces d'oiseaux. Il arrive cependant qu'elle fasse également la roue, en période de reproduction ou d'excitation émotionnelle par exemple, ou en période d'élevage en cas de danger.[réf. souhaitée]

### Cri
Son répertoire vocal comprend une série d’appels criards, sonores et claironnants dont le « léon » qu’il serait plus juste de transcrire par une sorte de « héhan » que les Anglais reproduisent d’ailleurs par « may-awe » ou « mee-ow ». Les indiens traduisent ce cri par « minh-ao » qui annoncerait la pluie car, disent-ils, il lance son cri particulièrement avant l’orage. Les deux sexes ont des cris similaires mais le mâle, plus vocal, les répète plus souvent.
On dit qu'il braille, criaille ou paonne.

### Reproduction

#### Parade nuptiale
La parade frontale prend toute son ampleur avec le déploiement de la traîne qui constitue la fameuse « roue du paon ». Ainsi, le mâle relève à la verticale et ouvre largement ses longues plumes ornementales, soutenues par les rectrices, en un immense éventail parsemé d’ocelles chatoyants. Il offre alors le spectacle de son corps bleu brillant, rayonnant au centre. Habituellement le mâle déploie sa traîne mais se tourne dans le sens opposé à l’entrée de l’arène quand s’approche une femelle. Lorsqu’elle entre dans l’arène, il fait la roue, en gardant le dos tourné, montrant ainsi l’envers de ses plumes bien moins coloré, et en agitant de haut en bas ses rémiges primaires entrouvertes. Le rythme des saccades s’accélère à mesure que la femelle se rapproche, produisant un bruissement d’ailes de plus en plus fort. Puis il se tourne subitement vers sa partenaire, comme pour créer un effet de surprise, cesse d’agiter ses rémiges primaires et se penche fortement vers elle tout en rabattant son éventail en avant. Parfois c’est la femelle qui le contourne pour se positionner en face de lui. Il se pavane alors à pas lents autour d’elle, dresse le cou, bombe le torse tout en exhibant ses plumes ocellées. Si la femelle, apparemment indifférente, continue à vaquer à ses occupations, il la suit lentement mais si elle lui fait face, il imprime des tremblements rapides à ses rectrices ce qui a pour effet de produire un frémissement des barbes et un chatoiement des ocelles sur les plumes ornementales. Ces tremblements ne durent que quelques secondes mais peuvent être répétés à chaque fois que la femelle relève la tête. Après quoi, il peut tourner à nouveau le dos et agiter ses rémiges primaires. Puis il lance un sifflement et se précipite vers la femelle, ce qui occasionne généralement sa fuite. Ce manège peut être répété plusieurs fois avant qu’elle se couche au sol devant le mâle, alors au comble de l’excitation, qui rabaisse aussitôt son éventail, se rue sur elle en criant et la couvre en étalant ses sus-caudales.

#### Nidification

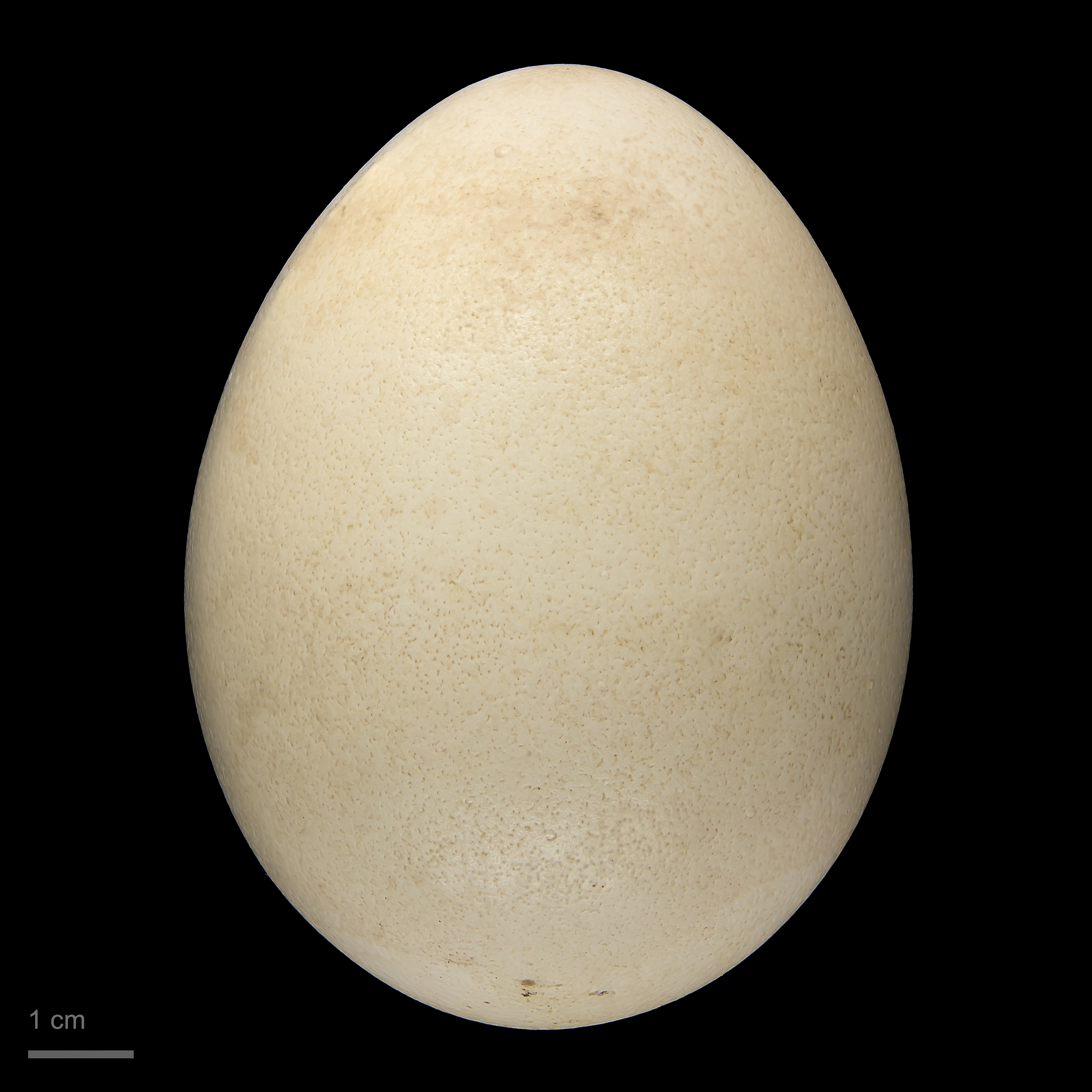
Œuf de Pavo cristatus au MHNT.

La période de nidification varie à travers son aire mais elle est liée, de façon générale, à la saison des pluies. Sharma (1972) a mené une étude de terrain dans la région de Jodhpur (Rajasthan, nord-ouest de l’Inde) et a précisé qu’il faut attendre 10 jours après les premières fortes averses de fin-juin pour trouver les premières pontes avec un pic pendant la seconde quinzaine de juillet et en août. Les pontes ne prennent un rythme régulier que lorsque les pluies ont atteint 30 mm et que la pousse des herbes commence à cacher les nids. Après 5 années d’observation, l’auteur conclut que « le retard et l’irrégularité des premières pluies réduisent la ponte ; au contraire une mousson précoce et importante l’augmente ».
Au moment de la couvaison, les mâles ne s'éloignent jamais beaucoup du nid et montent la garde en donnant l'alerte par un cri sonore au moindre changement de l'environnement. Les œufs ont une durée d'incubation de 28 à 30 jours.

## Prédation
Selon Sharma (1972), la destruction de pontes est due surtout aux chiens errants (75 % en zone sub-urbaine), à l’homme (dérangement par les enfants, ramassage par des chasseurs, collecte pour la fabrication d’aphrodisiaques).

## Statut, conservation
L’espèce est considérée comme « globalement non menacée » ou LC "Least concern"  (Birdlife International et IUCN Redlist 2022) mais, en raison de son abondance en Inde, sauf dans le nord-est de l’Inde où elle est rare, voire absente, elle n’a fait l’objet que de peu d’études précises d’autant que son statut d’oiseau national lui confère une protection à travers tout le pays. Au Sri Lanka, elle est localement très commune dans les parcs naturels de Yala, Bundala et Wilpattu. Dans de nombreuses localités, elle est également protégée pour des motifs religieux (Yézidi, bouddhiste et hindouiste) ce qui explique qu’elle vit à proximité immédiate de l’homme, près des habitations, des temples ou aux abords des villages. Elle est largement répartie et souvent très commune à travers son aire, notamment dans les zones protégées. Au Pakistan, il reste seulement deux populations mais elles sont nombreuses, l’une dans l’extrême nord-est du Pendjab, l’autre dans l’extrême sud-est du Sind. Au Népal, l’espèce est localement commune, au Bhoutan, elle est répartie très localement dans les plaines du sud alors qu’au Bangladesh, elle est peut-être éteinte (Madge & McGowan 2002).
Seuls le paon blanc, le paon nigripenne et le paon panaché sont considérés comme domestiques en droit français.

## Le paon bleu et l'homme

### Historique
« Le paon est la gloire de Dieu » disait déjà un ancien texte sanscrit. De tout temps, artistes, écrivains et poètes ont chanté et célébré sa beauté légendaire. Les Hindous le vénèrent encore comme le symbole du dieu Krishna. Il est l’oiseau national de l’Inde et bénéficie, de ce fait, d’un statut de protection gouvernementale mais il est également protégé pour des raisons religieuses et philosophiques. Ses cris puissants évoquent aussi, pour les Indiens, la voix de la déesse de la connaissance Sarasvati. Mais le paon est également vénéré dans les pays voisins. Ainsi, à Bhaktapur (près de Katmandou au Népal), on peut admirer, sur la façade d’un monastère brahmanique construit en 1763, la célèbre « fenêtre du paon », une sculpture en bois représentant un paon dont la queue forme une rosace de bois très finement ouvragée. La petite ville de Thimi (à l’ouest de Bhaktapur) est renommée dans toute la vallée pour le talent de ses potiers. Des hommes et des petits garçons façonnent, avec de l'argile locale, toutes sortes de récipients et de figurines. Ils créent notamment des éléphants et des paons miniatures sur le dos desquels ils plantent des fleurs ou des bâtonnets d’encens. Au Bhoutan, les danseurs de « la danse des chapeaux noirs » arborent, au sommet de leur chapeau, de petites plumes de paon ocellées. Les « chapeaux noirs » proclament la victoire du bouddhisme sur les mauvais esprits.
L'histoire veut que l’introduction du paon bleu en Europe incombe à Alexandre le Grand (356-323 av. J. C.) mais le décryptage de hiéroglyphes, la lecture d’anciens documents grecs et la datation de bas-reliefs suggèrent une importation beaucoup plus ancienne. On sait, par exemple, qu'Assourbanipal, roi d’Assyrie (669-627 av. J. C.) élevait déjà des paons dans des enclos et que Darius Ier, roi des Perses (522-486 av. J. C.) détenait aussi des paons dans ses jardins. La Mésopotamie entretenait, déjà vers 520 av. J.-C. des échanges commerciaux avec l'Inde donc près de deux siècles avant les conquêtes d'Alexandre le Grand. Le paon fut élevé dans l'Antiquité en Égypte, en Palestine et en Macédoine vers 440 av. J.-C. Il fut introduit chez les anciens Grecs qui le consacrèrent à Héra, déesse grecque du mariage. Mais après les nombreuses luttes fratricides que se livrèrent les différentes cités grecques, il disparut d'Asie Mineure et Alexandre le Grand ne fit que le réintroduire en Macédoine vers 330 av. J.-C.
Dans la Bible le paon est mentionné comme animal domestique, la flotte du roi Salomon ramène plusieurs spécimens.
On trouve des représentations de paons sur les fresques de Pompéi. Il était, pour les Romains, tout à la fois, un oiseau de table et d'agrément.

### Captivité

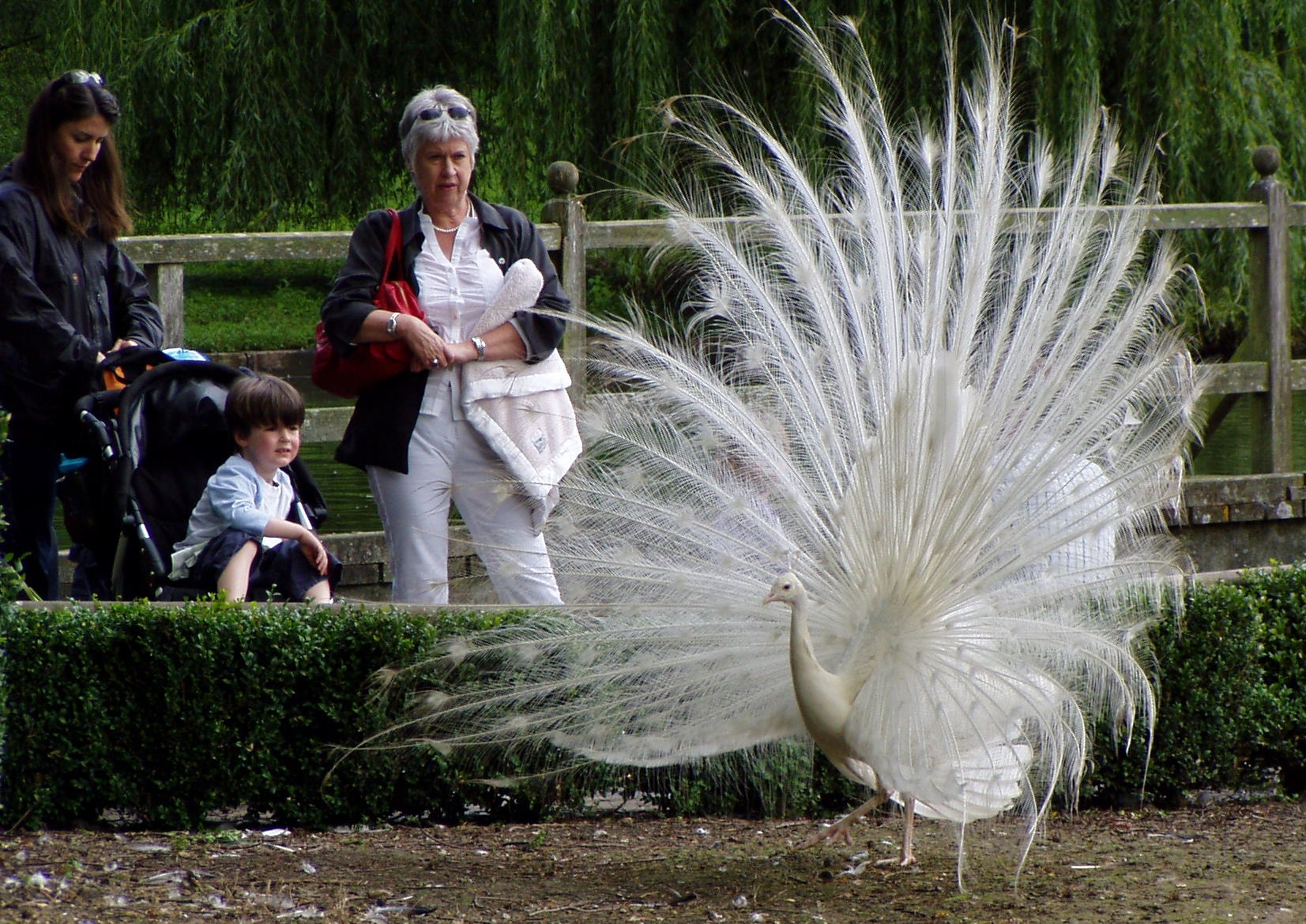
Paon blanc dans un parc anglais (château de Leeds).

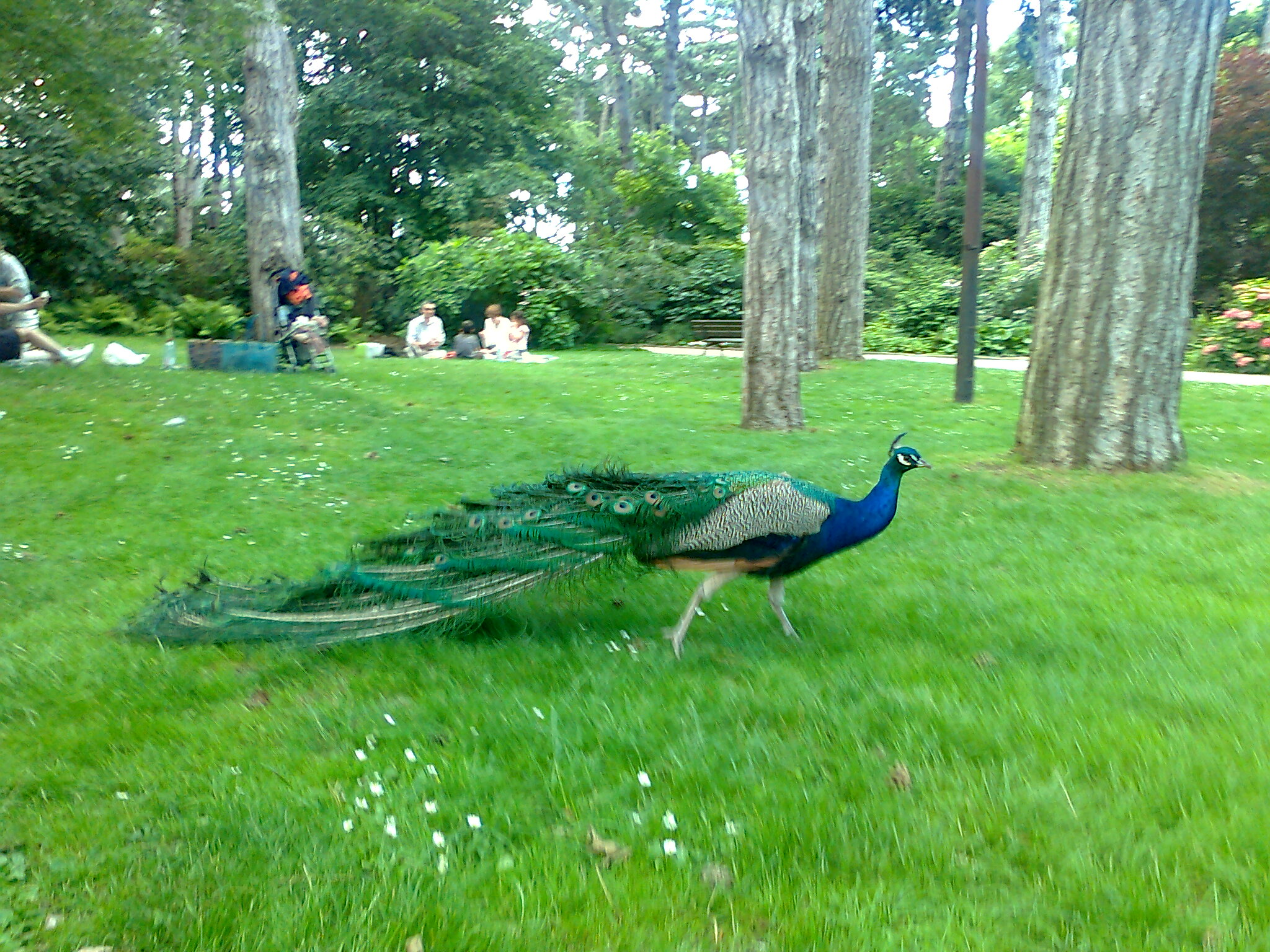
Paon se promenant dans le parc floral de Paris.

Le Paon bleu est répandu comme oiseau domestique dans une grande partie du monde en raison de ses parures majestueuses. Ils errent en liberté sur les parcours et accompagnent les visiteurs, habitués à leur donner à manger, dans les parcs et jardins d'agglomération et parfois les parcs zoologiques.
Selon le vœu de Gustave Revilliod, collectionneur d'art et mécène  genevois, il y a toujours des paons dans le parc de l'Ariana, parc donné par Revilliod à la ville de Genève en Suisse. C'est là que la Société des Nations a été implantée et que se trouve depuis 1945 le principal siège européen de l'ONU. Autour des bâtiments de l'ONU, on voit toujours des paons qui se promènent dans l'enceinte de l'institution.

### Génétique
Le paon est souvent donné en exemple pour illustrer le concept de sélection sexuelle (processus selon lequel la compétition entre les individus en vue de l'accouplement est un facteur de l'évolution de certains traits héréditaires) notamment en raison de phénomènes d'apparence contraire aux nécessités de survie ; on parle aussi de théorie du handicap (sa queue majestueuse le fait préférer des femelles mais le handicape pour fuir devant l'ennemi).

#### Mutations colorées
La couleur blanche ou noire du paon s'explique par la concentration de mélanine dans le plumage. L'absence de mélanine donnera un animal blanc aux yeux rouges (albinos), la plume blanche reflète l'intégralité du spectre lumineux, d'où l'absence de couleurs. La non migration totale ou partielle dans les plumes de ce pigment donnera un animal plus ou moins blanc aux yeux et aux pattes colorées (leucistique) comme dans le cas de la mutation alba du paon bleu (paon blanc) ou dans la mutation panachée. Au contraire, une concentration excessive en mélanine donnera un animal au plumage plus sombre (mélanistique) comme dans le cas de la mutation nigripennis du paon bleu (paon nigripenne).

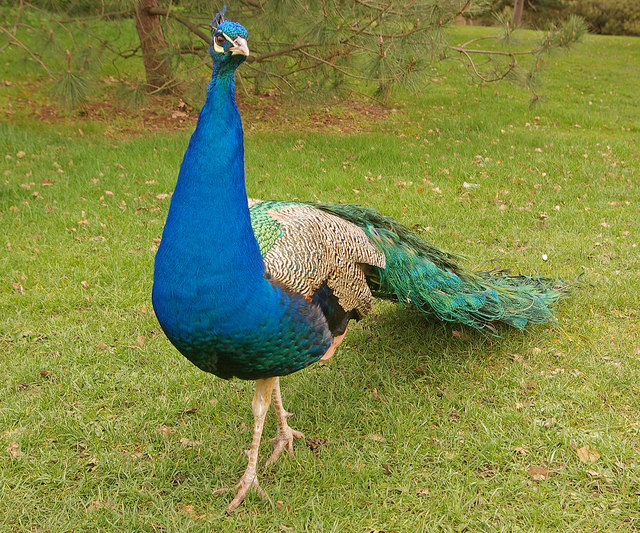
Pavo cristatus (mâle).
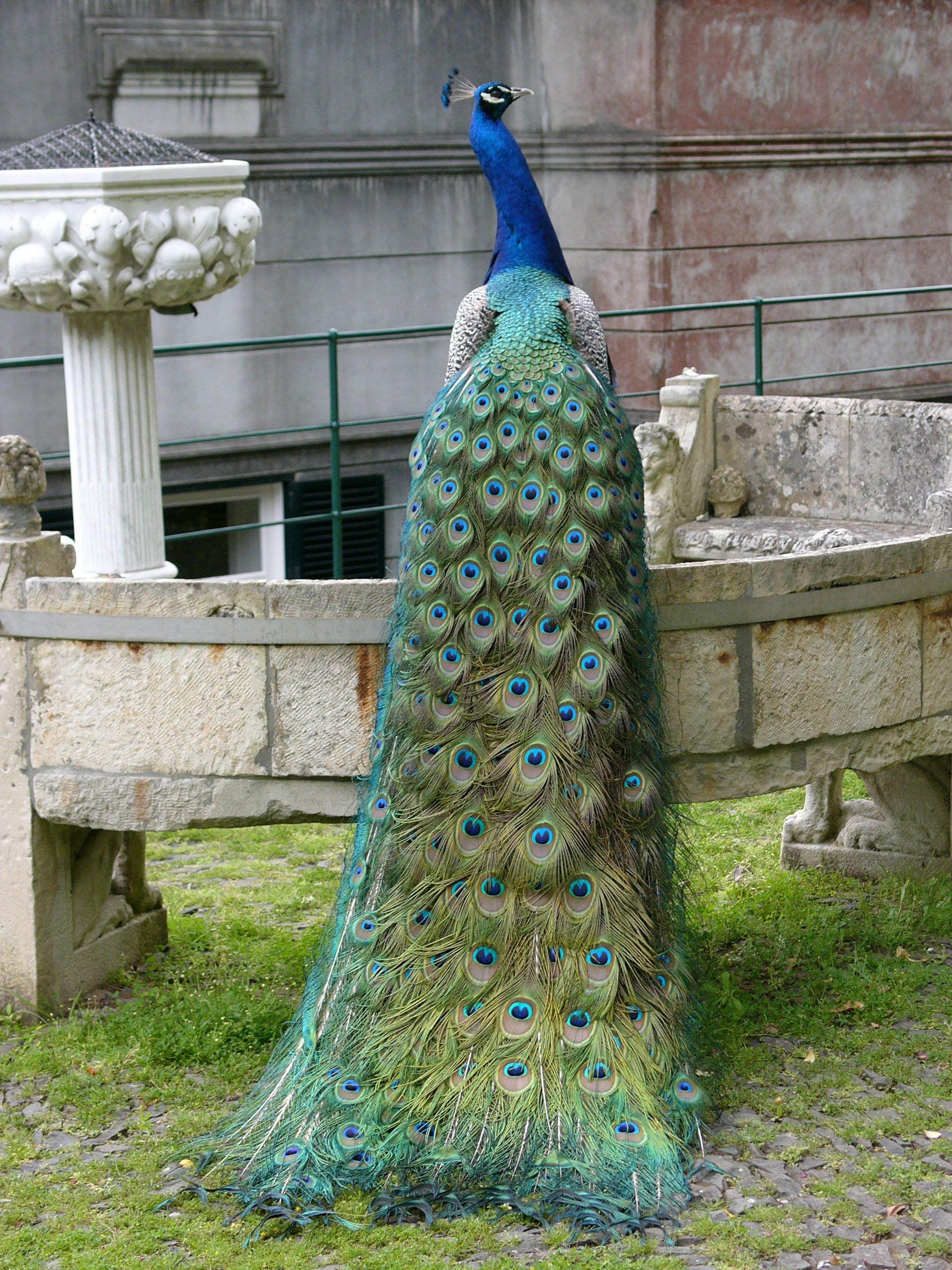
Queue de paon bleu (mâle).
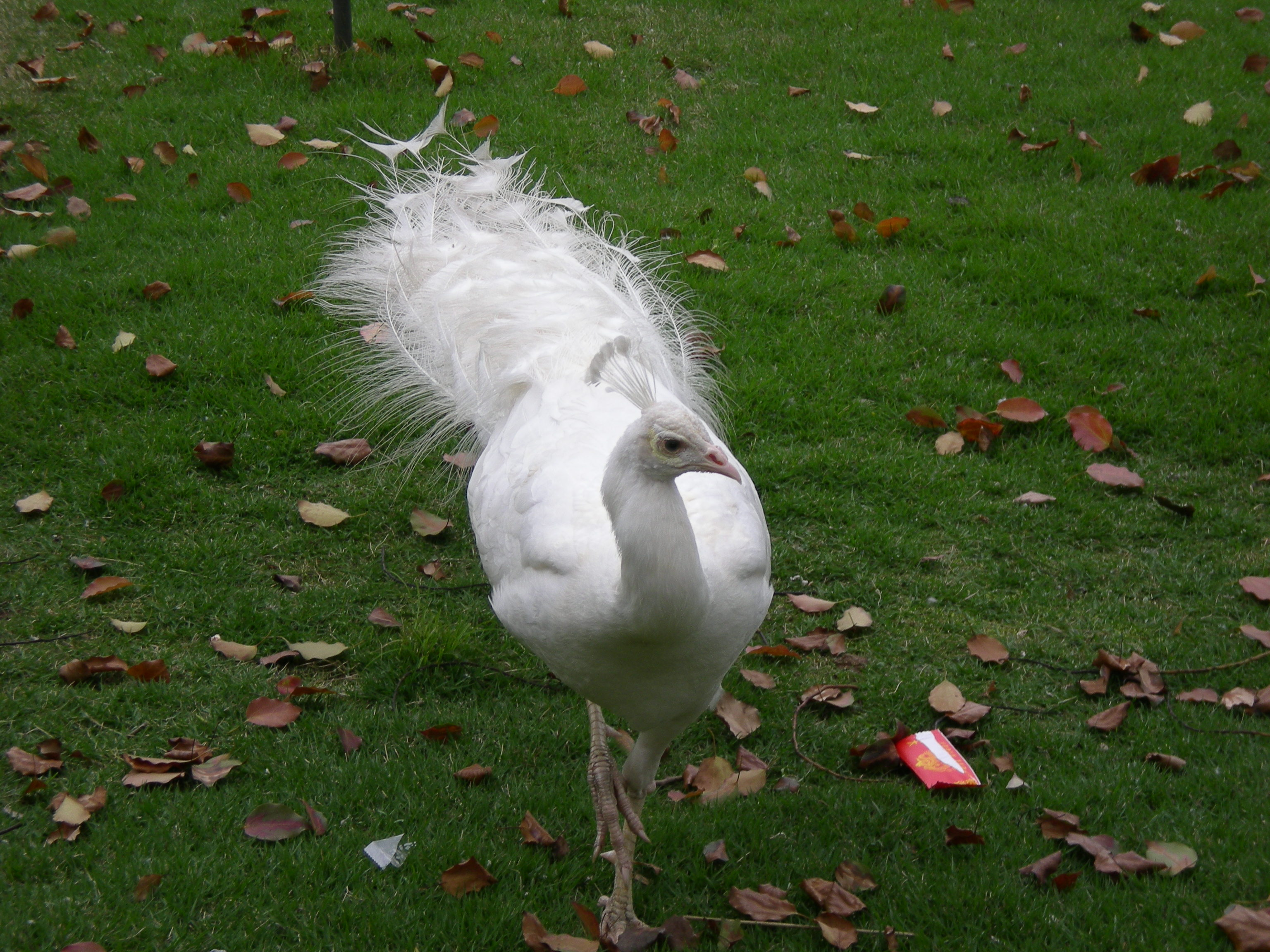
Pavo cristatus mutation alba (mâle).
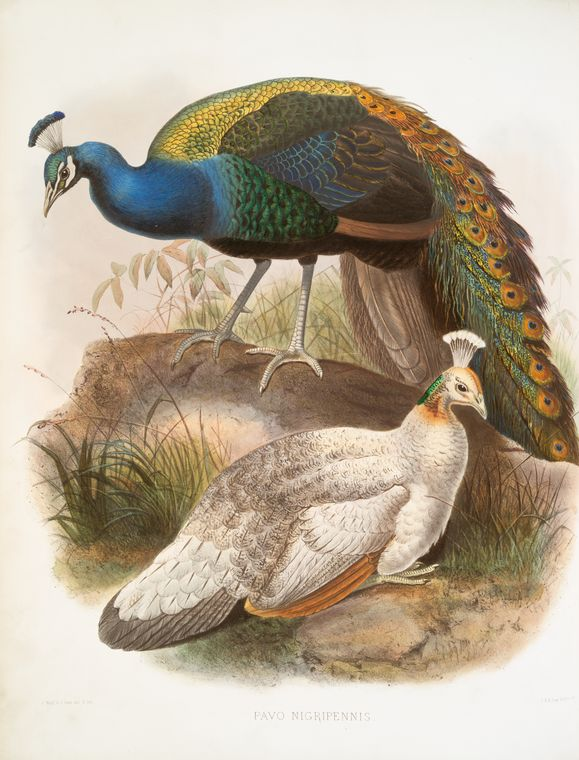
Pavo cristatus mutation nigripenne (couple).
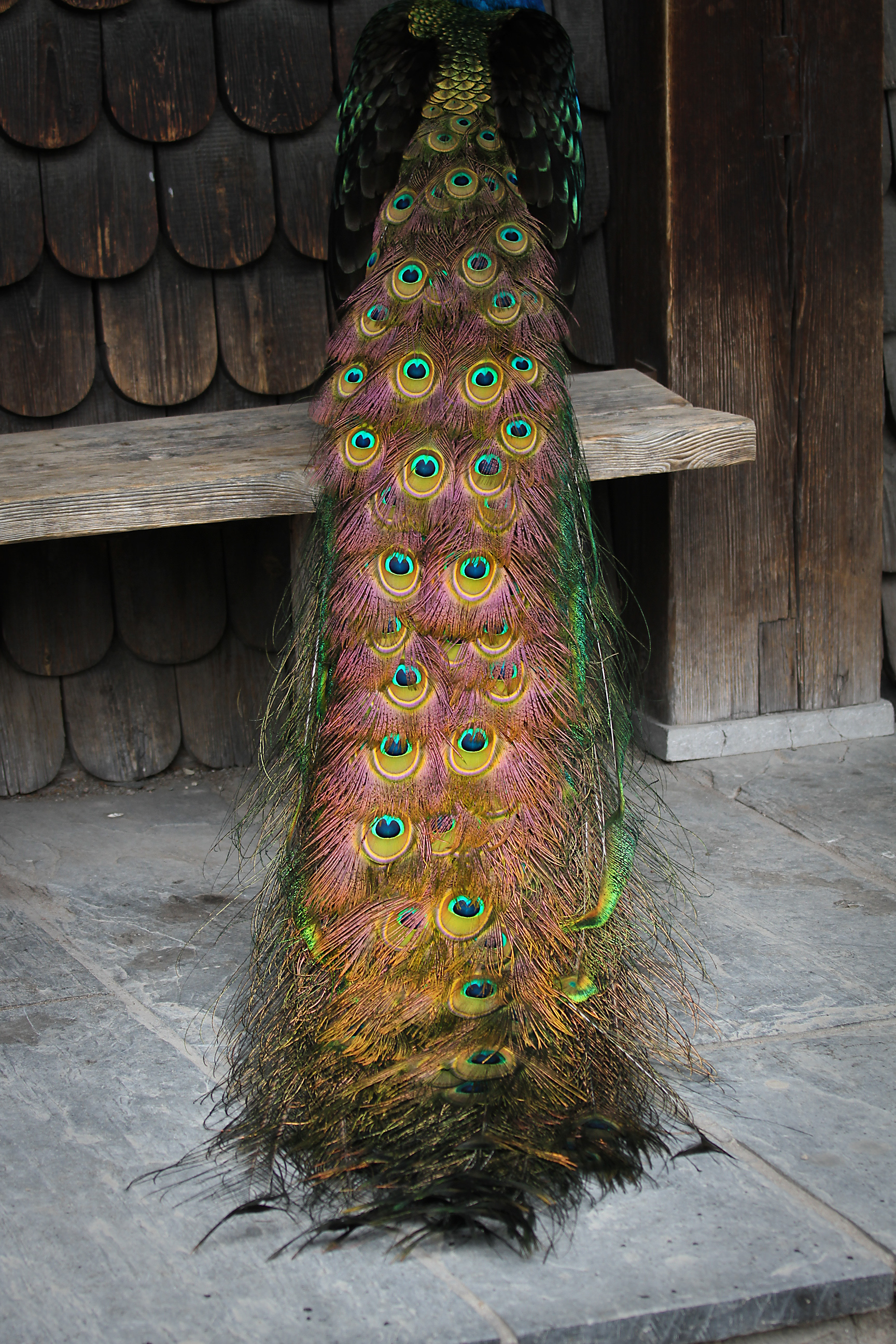
Queue de paon nigripenne (mâle).
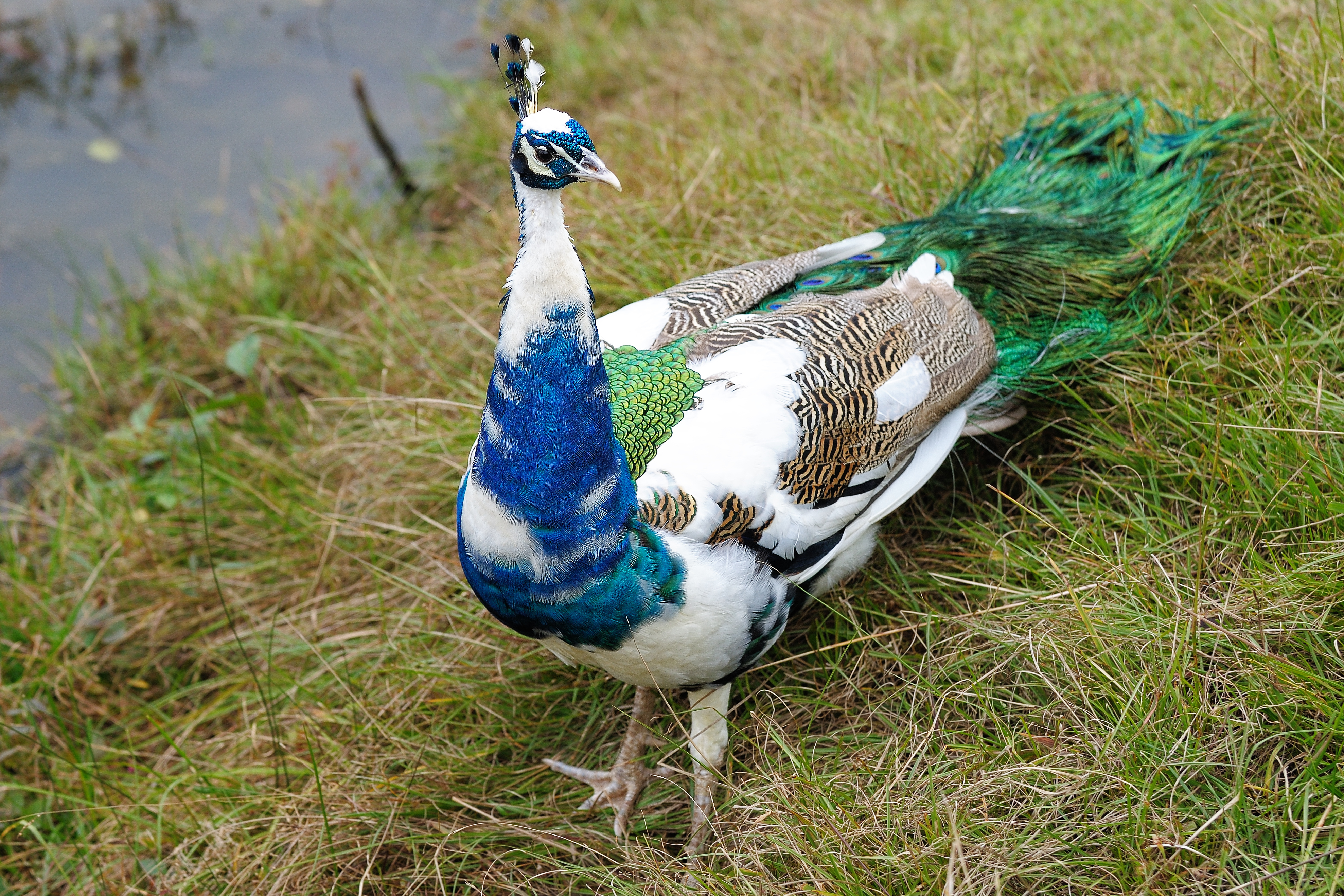
Pavo cristatus mutation panachée (mâle).
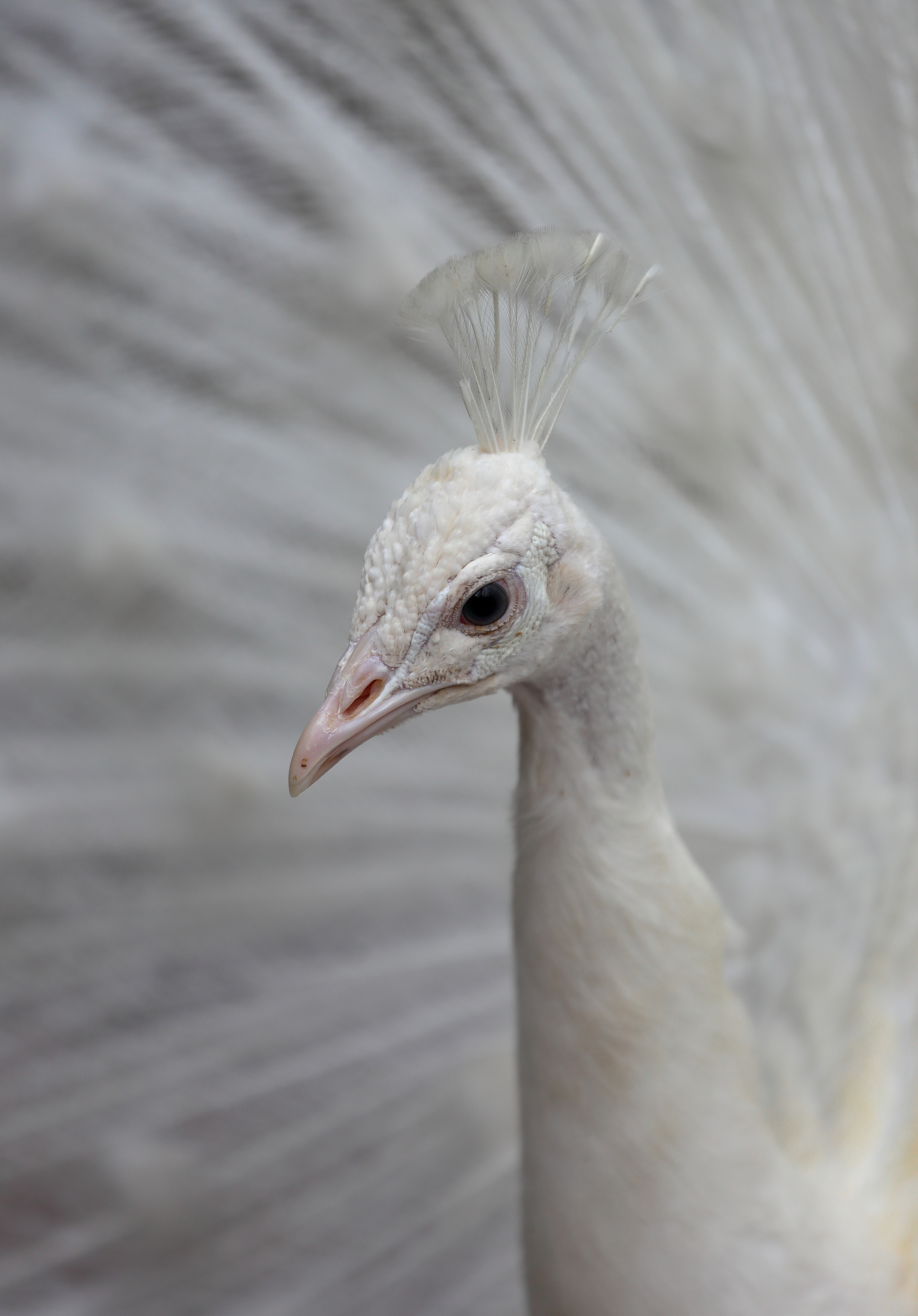
Paon blanc mâle dans le Palmitos Park aux Canaries.

- Le paon bleu, la plus répandue, proche du type sauvage. Le mâle possède une tête et un cou bleu brillant, des ailes brunes et des plumes à ocelles bleues et vertes dans sa traîne tandis que le corps entier de la femelle est gris, avec une tête blanchâtre ;
- Le paon blanc est la plus couramment rencontrée des deux mutations colorées (mutation alba), autres que le type sauvage. Ses plumes sont blanches sur le corps entier. Contrairement à l'idée très répandue, il n'est pas albinos, mais leucistique. Le paon blanc est issu d'une mutation récessive du paon bleu.
- Le paon nigripenne est la seconde mutation colorée (mutation nigripennis), peu courante. Le mâle a le dos fortement taché de noir, les ailes noires et quelques plumes grises dans la queue. La femelle est très claire, pratiquement blanche, tachée de gris foncé ou marron foncé.
- Le paon arlequin ou paon panaché (ou pie) est une mutation montrant une coloration partielle. Le gène arlequin doit être associé au gène blanc pour être visible. L'accouplement de deux arlequins donne 25 % de paons ressemblant au paon bleu.

#### Hybrides
Pavo cristatus – Pavo muticus
Gallus domesticus femelle × Pavo cristatus mâle
Pavo cristatus – Melleagris gallopavo
Numida meleagris femelle × pavo cristatus mâle